# カプセル怪獣計画
『カプセル怪獣計画』（カプセルかいじゅうけいかく）は、2020年から制作されている日本の動画作品。樋口真嗣、尾上克郎、田口清隆、辻本貴則、中川和博が考案した、リレー形式で動画をつなげていく形式を取っている。本項では番外編の『8日で死んだ怪獣の12日の物語』についても記す。

## 概要
新型コロナウイルス感染防止による外出自粛要請を受け、樋口らが考案した。メンバーが自宅で撮影した映像を募集して、最終的に1本の動画にまとめる企画である。

## 8日で死んだ怪獣の12日の物語
『カプセル怪獣計画』の番外編として岩井俊二監督、斎藤工主演で製作された動画作品。追加キャストにのんを加え『8日で死んだ怪獣の12日の物語 -劇場版-』として2020年7月31日に劇場公開された。
キャスト
- サイトウタクミ - 斎藤工
- 丸戸のん - のん
- オカモトソウ - 武井壮
- もえかす - 穂志もえか
- 樋口監督 - 樋口真嗣

スタッフ
- 脚本・監督・造形 - 岩井俊二
- 原案 - 樋口真嗣
- プロデューサー - 宮川朋之、水野昌
- 音楽 - 蒔田尚昊＝冬木透、ikire
- 主題歌 - 小泉今日子＋ikire「連れてってファンタァジェン」
- 製作 - 日本映画専門チャンネル、ロックウェルアイズ
- 配給 - ノーマンズ・ノーズ

## 海外映画祭
- ロッテルダム国際映画祭Cinema Regained部門 (インターナショナルプレミア上映)[4]
- ファンタジア国際映画祭CAMERA LUCIDA SECTION部門 (北米プレミア上映)[5]